# Viola vaginata
Viola vaginata är en violväxtart som beskrevs av Carl Maximowicz. Viola vaginata ingår i släktet violer, och familjen violväxter. Inga underarter finns listade i Catalogue of Life.